# N.Y.C. Everything
N.Y.C. Everything – singiel amerykańskiego rapera i producenta RZA członka Wu-Tang Clan, nagrany z gościnnym udziałem Method Mana. Singiel wydany został w 1998 nakładem wytwórni Gee Street i znalazł się na albumie Bobby Digital in Stereo.

## Lista utworów
| List utworów | List utworów                                                                     | List utworów | List utworów |
| Nr           | Tytuł utworu                                                                     | Producent    | Długość      |
| ------------ | -------------------------------------------------------------------------------- | ------------ | ------------ |
| 1.           | „N.Y.C. Everything” (Clean) (gośc. Method Man)                                   | RZA          | 4:17         |
| 2.           | „N.Y.C. Everything” (LP Version) (gośc. Method Man)                              | RZA          | 4:17         |
| 3.           | „N.Y.C. Everything” (Acapella) (gośc. Method Man)                                | RZA          | 4:17         |
| 4.           | „Domestic Violence” (Clean) (gośc. Tiffany, Ms. Roxy, Jamie Sommers, U-God)      | RZA          | 5:18         |
| 5.           | „Domestic Violence” (LP Version) (gośc. Tiffany, Ms. Roxy, Jamie Sommers, U-God) | RZA          | 5:18         |
|              |                                                                                  |              | 23:27        |